# Hurricane Chris
Jashaun Roebuck, mer känd under sitt artistnamn Hurricane Chris, är en amerikansk rappare från Shreveport, Louisiana född 7 mars 1989. 

## Diskografi

### Album
- 2007 – 51/50 Ratchet

### Singlar
| År   | Singel          | Listor     | Listor | Listor | Listor  | Listor  | Album         |
| År   | Singel          | US Hot 100 | US Rap | US R&B | Pop 100 | Digital | Album         |
| ---- | --------------- | ---------- | ------ | ------ | ------- | ------- | ------------- |
| 2007 | "A Bay Bay"     | 7          | 3      | 11     | 14      | 6       | 51/50 Ratchet |
| 2007 | "The Hand Clap" | 72         | 18     | 45     | 80      | 66      | 51/50 Ratchet |
| 2008 | "Playas Rock"   | –          | –      | 47     | –       | –       | 51/50 Ratchet |

### Gästinhopp på singlar
| År   | Singel                                                  | Listor     | Listor | Listor | Listor  | Listor  | Album                    |
| År   | Singel                                                  | US Hot 100 | US Rap | US R&B | Pop 100 | Digital | Album                    |
| ---- | ------------------------------------------------------- | ---------- | ------ | ------ | ------- | ------- | ------------------------ |
| 2007 | "Drop & Gimme 50"                                       | –          | 18     | 44     | –       | –       | The Voice of the Streets |
| 2008 | "Jigga Juice" (Lil Josh & Ernest feat. Hurricane Chris) | –          | –      | 110    | –       | –       | TBA                      |